# Jisra’el Beitenu
Jisraʾel Beitenu (Schreibweise auch: Israel Beitenu; hebräisch יִשְׂרָאֵל בֵּיתֵנוּ Jisraʾel Beitenū, deutsch ‚Unser Zuhause Israel‘, russisch Наш дом — Израиль/Nasch dom – Israil) ist eine säkular-nationalistische israelische Partei. Sie beruft sich auf die Ideen von Wladimir Jabotinsky, Begründer des Revisionistischen Zionismus. Jisraʾel Beitenu wurde 1999 vom in der UdSSR geborenen Avigdor Lieberman gegründet. Hauptwählerschaft der Partei sind Israels über eine Million zählenden russischen und osteuropäischen Einwanderer, aber sie hat auch Anhänger unter anderen Israelis gewonnen. Die drei Grundprinzipien der Partei sind: Einheit der Nation, der Staat Israel als nationale Heimat des jüdischen Volkes, keine Staatsbürgerschaft ohne Loyalität.
Namensähnlichkeit im Deutschen besteht mit der nationalreligiösen Partei Jüdisches Heim.

## Geschichte
Bei der Parlamentswahl in Israel 1999 erreichte Jisraʾel Beitenu 2,6 % und vier Sitze in der Knesset.
2000 trat Jisraʾel Beitenu der Nationalen Union bei, einer Listenverbindung dreier rechtsnationaler Parteien, die bei der Parlamentswahl in Israel 2003 gemeinsam antraten. Das Bündnis erzielte sieben Sitze, vier davon gingen an Jisraʾel Beitenu. Parteichef Lieberman wurde Transportminister im Kabinett von Ariel Scharon, allerdings im Frühjahr 2004 wegen seines Protests gegen den Gaza-Abzug wieder entlassen, und Jisraʾel Beitenu zog sich daraufhin aus der Regierung zurück.
Bei der Parlamentswahl im März 2006 gewann die Partei mit knapp 9 % der Stimmen elf Mandate. Anfangs in der Opposition, holte Ministerpräsident Ehud Olmert im Oktober 2006 Jisraʾel Beitenu in die Regierung, laut Medienberichten um von den Misserfolgen im Libanonkrieg abzulenken. Sie verließ die Koalition jedoch im Januar 2008 aus Protest gegen die Angebote, die Olmert während der Verhandlungen mit der Palästinensischen Autonomiebehörde gemacht hatte.
Die Parlamentswahl 2009, unmittelbar nach der „Operation Gegossenes Blei“, führte zu einer weiteren Stärkung von Liebermans Partei zur drittstärksten Kraft. Jisraʾel Beitenu erzielte 11,70 % der Stimmen und 15 Sitze. In einer von Regierungschef Benjamin Netanjahu geführten Koalition wurde Lieberman stellvertretender Ministerpräsident und Außenminister.
Bei der Parlamentswahl 2013 trat Jisraʾel Beitenu auf einer gemeinsamen Liste mit der Likud-Partei an. Diese Fraktionsgemeinschaft wurde am 7. Juli 2014 wieder aufgelöst. Ursache waren Meinungsverschiedenheiten zwischen Netanjahu und Lieberman über die Militäroffensive Operation Protective Edge.
Bei der Parlamentswahl 2015 gewann die Partei sechs Sitze. Im Mai 2016 trat Jisraʾel Beitenu der Regierungskoalition bei; Lieberman wurde Verteidigungsminister. Im November 2018 zog Jisraʾel Beitenu sich wieder aus der Regierungskoalition zurück; Lieberman bezeichnete die von Netanjahu ausgehandelte Waffenruhe mit der Hamas als „Kapitulation vor dem Terror“.
Bei der Parlamentswahl im April 2019 erreichte die Partei fünf Sitze. Eine erneute Koalition unter Netanjahu scheiterte an den unüberbrückbaren Differenzen zwischen der säkularen Jisraʾel Beitenu und den ultra-orthodoxen Parteien Schas und Vereinigtes Thora-Judentum. Die Knesset beschloss daher die Selbstauflösung.
Bei der Wahl im September 2019 gewann Jisraʾel Beitenu drei Sitze hinzu und erhielt insgesamt acht. Nach der Wahl wiederholte Lieberman seine Forderung nach einer großen Koalition: „Wir haben nur eine Option, eine große, liberale Einheitsregierung mit Jisraʾel Beitenu, Likud und Blau-Weiß.“
Bei den Wahlen 2020 und 2021 erreichte die Partei je sieben Sitze, bei der Parlamentswahl in Israel 2022 sechs Sitze.

## Programm
Jisraʾel Beitenu strebt eine Friedensvereinbarung mit den Palästinensern an, will den Land-für-Frieden-Ansatz aber durch einen gegenseitigen Austausch von Territorien und Bevölkerungsgruppen nach dem Grundsatz Frieden-für-Frieden, Land-für-Land ersetzen. Es wäre nicht zu rechtfertigen, einen palästinensischen Staat zu schaffen, der Juden ausschließt, während Israel ein binationaler Staat mit einer arabischen Minderheit von mehr als 20 Prozent sei.
Die Partei unterstützt die Weiterentwicklung der freien Marktwirtschaft. Ausländische Investoren sollen durch finanzielle Anreize, Steuerrabatte und Bürokratieabbau sowie staatliche Unterstützung für Forschungs- und Entwicklungsprogramme angezogen werden.
Jisraʾel Beitenu strebt eine „moderne“ Gesellschaft auf der Grundlage der jüdischen Tradition und des Zionismus an, die ebenso unterschiedliche religiöse Ansichten toleriert.